# Sorex shinto
Sorex shinto es una especie de mamífero de la familia Soricidae. Es endémica del Japón. 
- Datos: Q1766108
- Multimedia: Sorex shinto / Q1766108
- Especies: Sorex shinto